# Langeveen (plaats)
Langeveen (Nedersaksisch: Langeven, t Langnven) is een dorp in de Twentse gemeente Tubbergen in de Nederlandse provincie Overijssel. Het ligt ongeveer vier kilometer ten noorden van Geesteren, in het uiterste noordwesten van de gemeente Tubbergen, dicht bij de grens met Duitsland. Het ligt tevens dicht bij Bruinehaar.
Langeveen telt ongeveer 1.285 inwoners. De rooms-katholieke parochiekerk is gewijd aan de H. Pancratius.

## Geologie

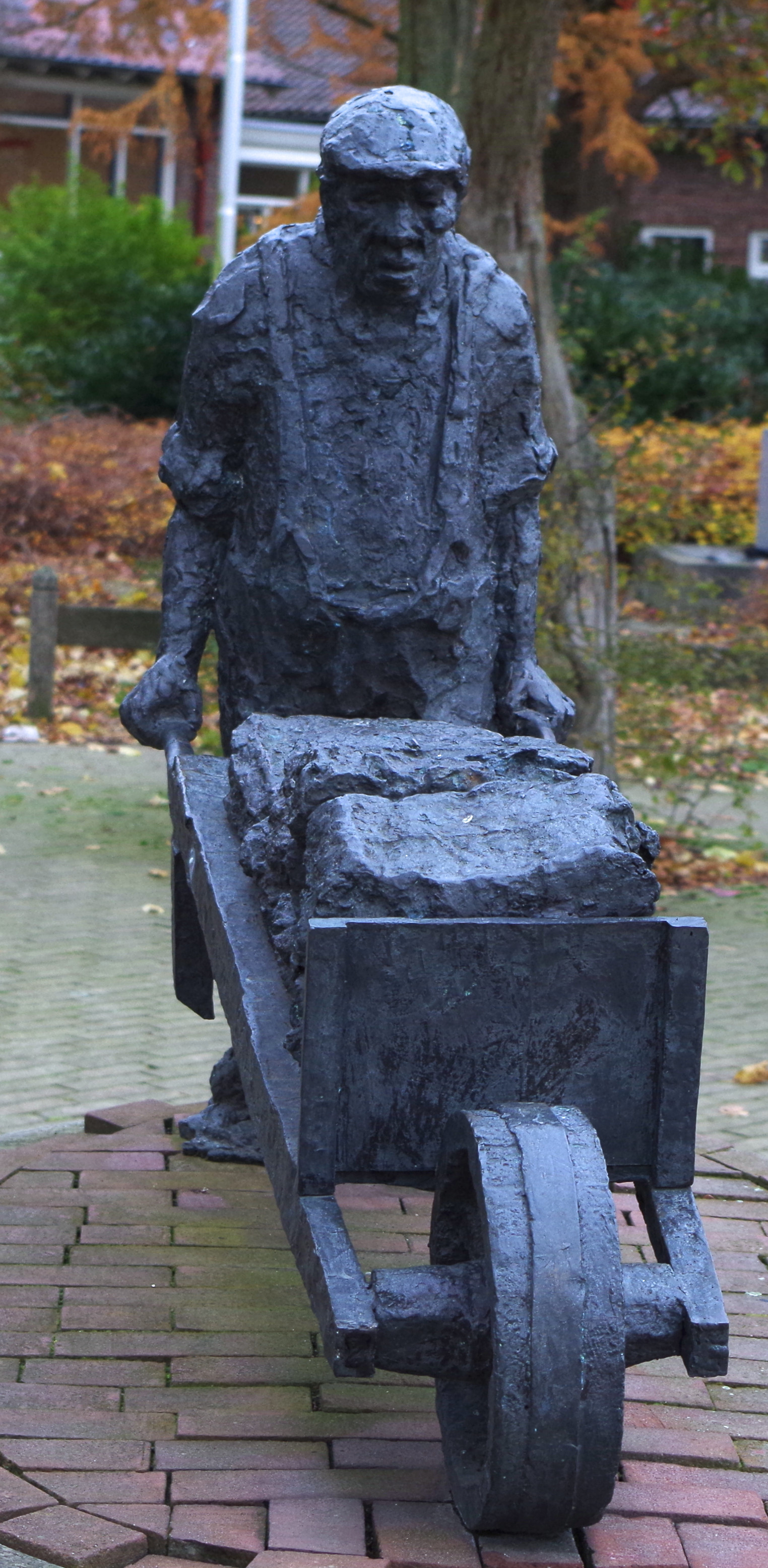
Turfsteker, beeld in Langeveen

De enige Nederlandse esker ligt bij Langeveen. Deze fluvioglaciale smeltwaterrug is in het Saalien gevormd. Onder het landijs lag hier een smeltwatertunnel waarin grindrijk zand is afgezet. Na het afsmelten van de ijskap bleef dit zandlichaam over. De esker is deels door erosie verdwenen, overdekt door jongere sedimenten, vergraven of gaat schuil onder de bebouwing van het dorp. De resten van de esker zijn zichtbaar als koppen in het landschap. In de ondergrond is het systeem nog min of meer aaneengesloten. Later hebben onder invloed van de wind verstuivingen plaatsgevonden en is op de overgang van een hoger en droger naar een lager en vochtiger terrein een dekzandrug ontstaan. De esker bij Langeveen is een uniek verschijnsel in Nederland en als Saalien-relict waarschijnlijk zeldzaam in Europa.

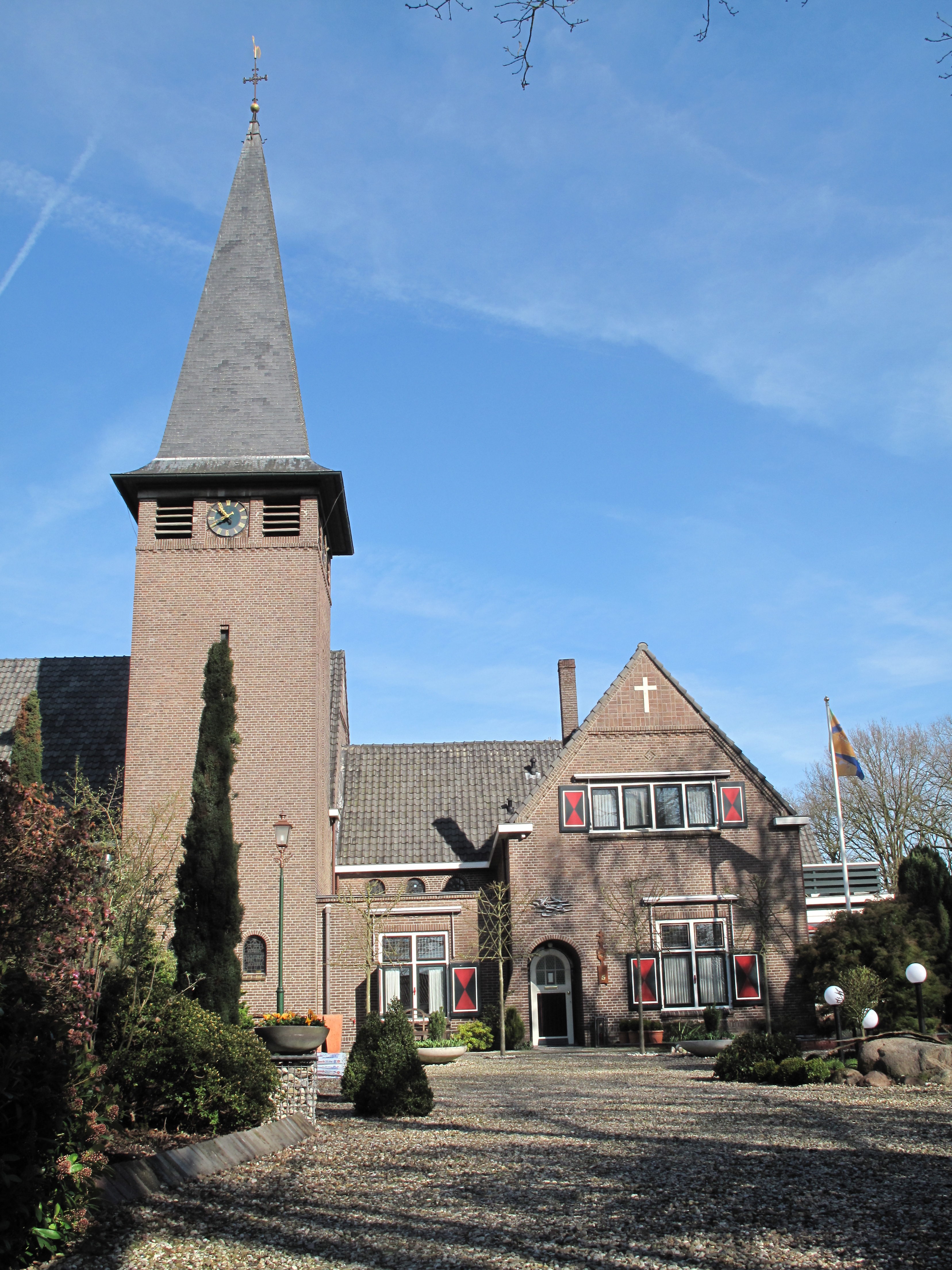
Langeveen, kerk

Hoofdplaats: Tubbergen     
Dorpen: Albergen · Fleringen · Geesteren · Harbrinkhoek · Langeveen · Manderveen · Mariaparochie (deels) · Reutum · Vasse

Buurtschappen: Hezingen · Haarle · Klossehoek · Mander · West-Geesteren 

Overijssel · Steden en dorpen in Overijssel      Nederland · Provincies · Gemeenten